# Bébé s'habille tout seul
Bébé s'habille tout seul és una pel·lícula muda francesa escrita i dirigida per Louis Feuillade i estrenada el 31 de maig de 1912.
Aquesta pel·lícula forma part de la sèrie Bébé.

## Repartiment
- René Dary : Bébé (com Clément Mary)
- Renée Carl : Madame Labèbe, la mama
- Paul Manson : El pare
- Jeanne Saint-Bonnet : Julie, la minyona